# Lacy Lakeview
Lacy Lakeview ist eine Gemeinde im McLennan County im US-Bundesstaat Texas. Das U.S. Census Bureau hat bei der Volkszählung 2020 eine Einwohnerzahl von 6.988 ermittelt.

## Geographie
Die Gemeinde liegt im mittleren Osten von Texas an der Interstate 35, acht Kilometer nördlich von Waco und hat eine Gesamtfläche von 9,9 km².

## Geschichte
Lacy Lakeview wurde 1953 aus den bis dahin selbständigen Orten Lacy und Lakeview gebildet. 1998 trat die Stadt Northcrest der Gemeinde bei.

## Demografische Daten
Nach der Volkszählung im Jahr 2000 lebten hier 5.764 Menschen in 2.388 Haushalten und 1.487 Familien. Die Bevölkerungsdichte betrug 584,1 Einwohner pro km². Ethnisch betrachtet setzte sich die Bevölkerung zusammen aus 74,15 % weißer Bevölkerung, 14,89 % Afroamerikanern, 0,61 % amerikanischen Ureinwohnern, 0,83 % Asiaten, 0,10 % Bewohnern aus dem pazifischen Inselraum und 7,01 % aus anderen ethnischen Gruppen. Etwa 2,41 % waren gemischter Abstammung und 16,31 % der Bevölkerung waren spanischer oder lateinamerikanischer Abstammung.
Von den 2.388 Haushalten hatten 31,1 % Kinder unter 18 Jahre, die im Haushalt lebten. 42,4 % davon waren verheiratete, zusammenlebende Paare. 15,6 % waren allein erziehende Mütter und 37,7 % waren keine Familien. 31,5 % aller Haushalte waren Singlehaushalte und in 6,7 % lebten Menschen, die 65 Jahre oder älter waren. Die Durchschnittshaushaltsgröße betrug 2,41 und die durchschnittliche Größe einer Familie belief sich auf 3,07 Personen.
26,2 % der Bevölkerung waren unter 18 Jahre alt, 15,0 % von 18 bis 24, 28,3 % von 25 bis 44, 20,2 % von 45 bis 64, und 10,2 % die 65 Jahre oder älter waren. Das Durchschnittsalter war 31 Jahre. Auf 100 weibliche Personen aller Altersgruppen kamen 101,0 männliche Personen. Auf 100 Frauen im Alter von 18 Jahren und darüber kamen 97,9 Männer.

Das jährliche Durchschnittseinkommen eines Haushalts betrug 31.135 USD, das Durchschnittseinkommen einer Familie 36.962 USD. Männer hatten ein Durchschnittseinkommen von 25.272 USD gegenüber den Frauen mit 21.250 USD. Das Prokopfeinkommen betrug 15.049 USD. 11,3 % der Bevölkerung und 9,0 % der Familien lebten unterhalb der Armutsgrenze. Davon waren 12,2 % Kinder und Jugendliche unter 18 Jahren und 5,6 % waren 65 oder älter.

## Söhne und Töchter der Stadt
- Ann Richards (1933–2006), frühere Gouverneurin von Texas